# Almarchal
Almarchal est une ville d’Espagne, dans la province de Cadix, communauté autonome d’Andalousie.